# Schiffseinrichtung
Als Schiffseinrichtung werden die Innenausbauten und die Ausstattung von Schiffen oder anderen Wasserfahrzeugen bezeichnet. Im Wesentlichen umfasst der Begriff die verschiedenen Arten von Konservierung, Isolierung, Innenwände, Decken- und Wandverkleidungen, Wegerungen, Bodenbeläge, Türen, Fenster, Möbel, Bezüge usw., mit denen die Wohn-, Wirtschafts- und Betriebsräume ausgebaut werden. Im heutigen Innenausbau von Schiffen werden häufig vorgefertigte Systeme und Bauteile verwendet.
Neben der Schiffseinrichtung besteht ein Schiff baulich aus den beiden großen Gruppen Schiffselemente und Schiffsausrüstung.